# Evecliptopera oblongata
Evecliptopera oblongata là một loài bướm đêm trong họ Geometridae.